# 丹·崔佛斯
丹尼爾·「丹」·崔佛斯（Daniel "Dan" Travers，1956年6月16日—），是蘇格蘭已退役羽球運動員。
丹·崔佛斯於1980年在蘇格蘭贏得了他的第一個全國冠軍，並且還首次在愛爾蘭羽球公開賽上獲得了國際冠軍。 1982年，他與比利·吉里蘭德在全英羽球公開錦標賽獲得男子雙打第亞軍。一年後，兩人在歐洲羽球錦標賽上獲得銅牌。 1991年，他贏得了他最後一次蘇格蘭冠軍。